# Бадислава (Арђеш)
Бадислава (рум. Bădislava) насеље је у Румунији у округу Арђеш у општини Тигвени. Oпштина се налази на надморској висини од 464 m.

## Становништво
Према подацима из 2002. године у насељу је живело 139 становника, од којих су сви румунске националности.